# Finkeburen
Finkeburen (Fries: Finkebuorren) is een buurtschap in de gemeente De Friese Meren, in de Nederlandse provincie Friesland. Finkeburen ligt tussen Idskenhuizen en Sint Nicolaasga aan de gelijknamige weg in het postcodegebied van Sint Nicolaasga.
De plaatsnaam zou mogelijk kunnen verwijzen naar slechte turf (vink), maar wegens het ontbreken van veen kan de naam ook gerelateerd zijn aan de vogel vink, de persoonsnaam Finke, of de geslachtsnaam Vink.
Voor de gemeentelijke herindelingen in 1984 lag Finkeburen in de gemeente Doniawerstal, van 1984 tot 2014 in de gemeente Skarsterlân, waarna het deel werd van de gemeente De Friese Meren.
Hoofdplaats: Joure     Stad: Sloten

Dorpen en gehuchten: Akmarijp · Bakhuizen · Balk · Bantega · Boornzwaag · Broek · Delfstrahuizen · Dijken · Doniaga · Echten · Echtenerbrug · Eesterga · Elahuizen · Follega · Goingarijp · Harich · Haskerhorne · Idskenhuizen · Kolderwolde · Langweer · Legemeer · Lemmer · Mirns · Nijehaske · Nijemirdum · Oldeouwer · Oosterzee · Oudega · Oudehaske · Oudemirdum · Ouwster-Nijega · Ouwsterhaule · Rijs · Rohel · Rotstergaast · Rotsterhaule · Rottum · Ruigahuizen · Scharsterbrug · Sint Nicolaasga · Sintjohannesga · Snikzwaag · Sondel · Terhorne · Terkaple · Teroele · Tjerkgaast · Vegelinsoord · Wijckel

Buurtschappen: Ballingbuur · Bargebek · Boornzwaag over de Wielen · Brekkenpolder · Commissiepolle · De Rijlst · Delburen · Finkeburen · Heide · Hooibergen · Nieuw Amerika · Onland · Schoterzijl (deels) · Schouw · Spannenburg · Tacozijl · Trophorne · Tweehuis · Vierhuis · Vrisburen · Westerend-Harich · Zevenbuurt

Friesland: Steden en dorpen      Nederland: Provincies · Gemeenten